# Bertram Wolfe
Bertram David Wolfe (ur. 19 stycznia 1896, zm. 21 lutego 1977) – amerykański historyk i sowietolog.

## Życiorys
Urodził się w Nowym Jorku w rodzinie żydowskich emigrantów z Cesarstwa Niemieckiego. W młodości wstąpił do partii komunistycznej w USA. Był też członkiem Meksykańskiej Partii Komunistycznej. W 1925 deportowany z Meksyku jako wywrotowiec. W 1928 udał się do Moskwy. Szybko zraził się do stalinizmu i został wykluczony z partii. W okresie zimnej wojny stał na czele Ideologicznego Komitetu Doradczego przy Voice of America. Był także profesorem wizytującym na Uniwersytecie Columbia (doktorat 1931) i Uniwersytecie Kalifornijskim. Jest znany biografii Lenina, Stalina, Trockiego i Diego Rivery.

## Wybrane publikacje
- Our Heritage from 1776: A Working Class View of the First American Revolution. With Jay Lovestone and William F. Dunne, New York: The Workers School, n.d. [1926] alternate link
- How class collaboration works Chicago: Daily Worker, 1926 (Little red library #9)
- Revolution in Latin America New York: Workers Library Publishers, 1928
- The Trotsky opposition: its significance for American workers New York: Workers Library Publishers, 1928 (Workers library #5)
- Economics of present day capitalism New York: New Workers school 1930s
- The nature of capitalist crisis New York: New Workers school 1930s
- What is the communist opposition? New York: Workers Age Pub. Ass’n. 1933
- Marx and America New York: John Day Company Co. 1934
- Things We Want to Know New York: Workers Age Pub. Association. 1934
- Marxian Economics: An Outline of Twelve Lectures. New York: New Workers school 1934
- Economics of Present Day Capitalism. New York: New Workers School, n.d. [1930s].
- Portrait of America (with Diego Rivera) New York: Covici, Friede 1934
- Portrait of Mexico (with Diego Rivera) New York: Covici, Friede 1937
- Civil war in Spain (with Andrés Nin) New York: Workers Age Publishers 1937
- The Truth about the Barcelona events by Lambda (Introduction) New York: Workers Age 1937
- Keep America out of war, a program (with Norman Thomas) New York: Frederick A. Stokes 1939
- Diego Rivera: his life and times New York: A.A. Knopf 1939
- The Russian Revolution by Rosa Luxemburg Intro. and trans. by Bertram D. Wolfe. New York: Workers Age 1940
- Poland, acid test for a people’s peace New York: Polish Labor Group 1945
- Diego Rivera Washington: Pan American Union 1947
- Three who made a revolution, a biographical history Washington: Dial Press 1948
- Operation rewrite; the agony of Soviet historians New York, N.Y.?: Council on Foreign Relations?, 1948
- An exclusive radio interview with Stalin on peace and war: based on a series of three broadcasts by the Voice of America, October, 1951(with Catharine de Bary) S.l.: Distributed by the United States Information Service 1951
- Six keys to the Soviet system Boston: Beacon Press 1956
- Khrushchev and Stalin’s ghost; text, background, and meaning of Khrushchev’s secret report to the Twentieth Congress on the night of February 24-25, 1956. New York: Praeger Publishers 1957
- The durability of despotism in the Soviet system; Changes in Soviet Society, conference under the auspices of St. Anthony’s College in association with the Congress for Cultural Freedom (June 24-29, 1957) Oxford: St. Anthony’s College 1957
- The Russian Revolution, and Leninism or Marxism? by Rosa Luxemburg (new introduction) Ann Arbor: University of Michigan Press 1961
- The fabulous life of Diego Rivera – Stein and Day Publishers New York 1963
- Leninism  Palo Alto, Calif.: Hoover Institution 1964
- Strange Communists I have known New York: Stein and Day 1965
- Marxism, one hundred years in the life of a doctrine New York, Dial Press 1965
- The bridge and the abyss; the troubled friendship of Maxim Gorky and V.I. Lenin New York, Published for the Hoover Institution on War, Revolution and Peace, Stanford University, Stanford, Calif. by F.A. Praeger 1967
- An ideology in power; reflections on the Russian revolution New York: Stein and Day 1969
- Lenin: notes for a biographer by Leon Trotsky (introduction) New York: Capricorn Books 1971
- Revolution and reality: essays on the origin and fate of the Soviet system Chapel Hill: University of North Carolina Press 1981
- A life in two centuries: an autobiography New York: Stein and Day 1981
- Lenin and the twentieth century: a Bertram D. Wolfe retrospective Stanford, Calif.:Hoover Institution Press, Stanford University 1984
- Breaking with communism: the intellectual odyssey of Bertram D. Wolfe edited and with an introduction by Robert Hessen Stanford, Calif.: Hoover Institution Press, Stanford University 1990